# Wizards of Waverly Place
Những phù thủy xứ Waverly (Wizards of Waverly Place) là bộ phim truyền hình dài tập của Disney được công chiếu lần đầu ngày 12 tháng 10 năm 2007 trên kênh Disney Channel. Bộ phim được sáng lập bởi Todd J.Greenwald với các nhân vật chính là Selena Gomez, David Henrie và Jake T. Austin. Phim được thực hiện bởi It's a Laugh Productions, Inc và Disney Channel Original Production.
Bộ phim đã ba lần thắng giải Outstanding Children's Program (Chương trình thiếu nhi nổi bật) tại giải Primetime Emmy lần thứ 61, 62 và 64. Wizards of Waverly Place dài 106 tập với 4 mùa phim, vượt qua cả số tập của phim That's so Raven. Tập cuối cùng thu hút khoảng 10 triệu lượt xem, là tập phim đạt nhiều lượt xem nhất trong lịch sử của kênh Disney Channel.
Vào năm 2009, một tập phim dài mang tên Wizards of Waverly Place: The Movie được trình chiếu trên kênh Disney Channel vào ngày 28 tháng 8. Vào ngày 15 tháng 3 năm 2013, một tập phim đặc biệt là The Wizards Return: Alex vs. Alex với thời lượng khoảng 1 tiếng, cũng được phát sóng trên kênh Disney Channel. Ra mắt với loạt phim Wizards Beyond Waverly Place vào ngày 29 tháng 10 năm 2024.

## Cốt truyện
Bộ phim nói về 3 phù thủy tập sự Alex Russo, anh trai Justin, em trai Max và bạn thân của cô, Harper. Ba anh em sống với cha Jerry và mẹ Theresa, cả ba anh em đều có thể sử dụng phép thuật tuy nhiên khi đủ 18 tuổi Alex, Justin và Max sẽ phải tham gia một cuộc thi để xem ai sẽ được giữ lại phép thuật. Trong cuộc sống bình thường họ vẫn ngày ngày phải học phép thuật do người cha - cựu phù thủy Jerry Russo dạy. Và họ cũng đã gặp khá nhiều rắc rối dở khóc dở cười bên ngoài cuộc sống thực do phép thuật của cả ba anh em.

## Danh sách tập phim
| Phần | Phần | Số tập | Phát sóng chính thức | Phát sóng chính thức    |
| Phần | Phần | Số tập | Ngày ra mắt tập đầu  | Ngày phát sóng tập cuối |
| ---- | ---- | ------ | -------------------- | ----------------------- |
|      | 1    | 21     | 12/10/2007           | 31/08/2008              |
|      | 2    | 30     | 12/09/2008           | 21/08/2009              |
|      | Phim | Phim   | 28/08/2009           | 28/08/2009              |
|      | 3    | 28     | 09/10/2009           | 15/10/2010              |
|      | 4    | 27     | 12/11/2010           | 06/01/2012              |

## Nhân vật

### Nhân vật chính
- Alex Russo (Selena Gomez): Là con thứ 2 và là con gái duy nhất trong gia đình, chính vì vậy mà trong một số tập phim, Alex được coi là "con gái cưng của bố". Alex thường xuyên phải sống dưới bóng của anh trai Justin kể cả lúc ở trường và lúc học làm phù thủy. Alex là một cô gái có phần ranh ma, khôn vặt (nên mỗi khi cần lời khuyên, Justin luôn tìm đến Alex) can đảm và rất hay trêu chọc anh em trai của mình-Justin và Max. Alex đã từng bị phạt rất nhiều lần vì dùng phép thuật mà không được sự cho phép của bố. Bạn thân của Alex là Harper (tên đầy đủ là Harper Finkle), ngoài ra Alex còn có một kẻ địch ở trường là Gigi (tên đầy đủ là Gertrude Hollingsworth). Alex thường cài đũa phép ở trong boot hoặc là tất. Tên đầy đủ của Alex là Alexandra Margarita Russo.

- Justin Russo (David Henrie): Là con cả trong gia đình Russo. Justin thông minh, chín chắn và rất có trách nhiệm, thích xem thể thao, là fan của đội 2 đội bóng chày Mets và Jets. Hâm mộ thuyền trưởng Jim Bob Sherwood truyện tranh, từng có cơ hội vẽ tiếp truyện này vì tác giả không viết nữa, nhưng lại phải hợp tác với Alex nên mọi chuyện không đi về đâu cả. Khác với Alex, Justin không được nổi tiếng lắm ở trường, tuy vậy, Harper-bạn thân Alex lại rất thích cậu ấy. Justin biết nhiều về phép thuật hơn các em của mình, học phép thuật rất nghiêm túc, nhưng thường xuyên bị dính líu vào những trò nghịch ngợm của Alex. Tên đầy đủ của Justin là Justin Vincenzo Pepe Russo, Justin thường bị Alex trêu về cái tên "Pepe" của mình.

- Max Russo (Jake T. Austin): Là cậu em út trong gia đình nhưng luôn bày ra các trò nghịch ngợm,thích hù dọa anh trai mình. Max có một tật xấu là rất... lười tắm và căn phòng của cậu thì bừa bãi khủng khiếp. Hơi chậm tiêu, có những ý nghĩ kì quái. Người ta hiểu thế này, Max hiểu thế nọ (theo hướng tiêu cực).

- Jerry Russo (David DeLuise): Là bố và cũng là người dạy phép thuật cho Justin, Alex và Max. Khi còn trẻ, ông cũng là một phù thủy. Jerry đã thắng cuộc thi với em trai,em gái và được quyền giữ lại phép thuật của mình, nhưng khi biết được là phù thủy không thể cưới người thường, ông đã tặng sức mạnh cho người em trai và lấy Theresa. Ông là một người vô cùng nghiêm khắc đối với Alex, Justin và Max, cả ba anh em đều không được dùng phép thuật nếu không được sự cho phép của ông.

- Theresa Russo (Maria Canals Barrera): Là mẹ của ba anh em Justin. Là một người thường và hơi... quái dị. Nhưng bà lại là người rất biết chăm lo cho gia đình và luôn để ý tới ba đứa con và chồng mình. Bà ghét phép thuật.

- Harper Finkle (Jennifer Stone): Là bạn thân của Alex, cô cũng yêu thích thời trang nhưng lại thiết kế những bộ kì dị như gắn các quần áo nhỏ cho thành một váy lớn hay gắn chùm nho thật lên băng đô, nhưng cô lại rất cả tin. Harper thích Justin. Ở phần 2 của phim, Harper biết được bí mật của gia đình Russo (Harper knows)

### Nhân vật phụ
- Juliet Van Heusen: Vampire, bạn gái của Justin (xuất hiện ở cuối phần 2).
- Mason (Gregg Sulkin): Là một người sói (werewolf) đồng thời là bạn trai của Alex (trong phần 3 và 4, sau khi cô chia tay Dean), là một người sói tốt bụng nhưng đôi khi cũng ghen tuông thái quá. Trong phần 3, có lần Mason vô tình nuốt Dean vào bụng khi thấy Alex thân thiết với Dean. Alex, Justin và Max phải cố gắng cứu Dean ra khỏi bụng Mason bằng cách dùng chiếc phi thuyền màu bò sữa còn bị nhận nhầm là màu chó đốm, khi vào cơ thể Mason chiếc phi thuyền đã đi lạc thay vì vào ruột thì đi lên não,và Alex thấy những suy nghĩ của Mason toàn nghĩ về mình và cô rất cảm động,rồi cô quyết định quay lại cuộc thi phù thủy để được ở bên Mason.

- T.J Taylor : Là một phù thủy nhưng bị Alex phát hiện. Cậu được dùng phép thoải mái vì bỏ bùa bố mẹ nhưng đến cuối tập phim thì bố mẹ của cậu được giải bùa (tập phim Disenchanted Evening).

- Gigi (Skyler Samuels): Là đối thủ của Alex. Gigi đã từng cố gắng làm bẽ mặt Alex kể từ ngày cả hai còn học mẫu giáo bằng cách đổ nước lên đệm của Alex rồi nói rằng Alex "tè dầm". Một đối tượng ưa thích nữa của Gigi là bạn thân của Alex, Harper. Gigi đã mời Harper đến dự tiệc trà của cô để có thể trao tặng Harper chiếc vương miện tượng trưng cho kẻ lố lăng nhất. Cho đến thời điểm hiện tại Gigi đã xuất hiện trong 2 tập phim Crazy ten phút sale và Alex's choice.

- Miranda (Lucy Hale): Là bạn gái của Justin. Cô là người yêu thích Rock và màu đen. Cô là người rất ngay thẳng, ghét chơi điện tử. Miranda xuất hiện trong 2 tập phim First Kiss và Pop me and we both go down.

- Amanda Tepe đóng rất nhiều vai trong phim với giọng nói tẻ nhạt. Các vai cô đã đóng trong phim có thể kể đến như là người quản lý cửa hàng quần áo (Crazy ten minute sale), người bồi bàn nữ ở nhà hàng Medium Nine (I almost drowned in a chocolate fountain), quản lý cửa hàng sữa chua (New employee), quản lý khách sạn (Alex's choice), người bảo vệ ở cuộc thi chó (Curb Your Dragon), người cung cấp thông tin về vùng Núi lửa (Wizard school), và trong tập phim gần đây nhất là bảo vệ của bảo tàng (Art museum piece).

- Frankie (Paulie Litt) là một cậu nhóc thích những người lớn tuổi hơn mình, có tính cách giống như 2 nhân vật Rico trong Hannah Montana và Stanley trong That's so Raven. Xuất hiện trong 2 tập phim Curb Your Dragon và New Employee.

- Riley (Brian Kubach) là người Alex thích trong tập 2 tập phim I almost drơwned in a chocolate fountain và The Supernatural và là bạn trai của Alex trong tập phim Alex's spring fling. Trong tập The Supernatural, Riley cùng với Justin chơi trong đội bóng chày mà Jerry huấn luyện. Là một học sinh không được xuất sắc cho lắm ở hầu hết các môn đặc biệt là tiếng Tây Ban Nha.

- Zeke (Dan Benson) lớn hơn Justin 1 tuổi nhưng học cùng lớp toán nâng cao với Justin nên 2 người là bạn thân của nhau. Zeke xuất hiện lần đầu trong tập phim The Movie sau đó đến tập Report Card và ở phần 2 là ở tập Smarty Pant.

- Dean Moriarty (Daniel Samonas) là bạn trai của Alex trong phần 2 của phim.
- Stevie (Hayley Kiyoko) xuất hiện trong tập Eat to the Beat, Third Wheel và The Good, the Bad, and the Alex, bị Harper phát hiện là phù thủy do đã làm phép trong tập Eat to the Beat.

## Diễn viên trong từng tập

### Diễn viên chính
| Diễn viên            | Nhân vật      | Số lần xuất hiện trong phần 1 |
| -------------------- | ------------- | ----------------------------- |
| Selena Gomez         | Alex Russo    | 21                            |
| David Henrie         | Justin Russo  | 21                            |
| Jake T. Austin       | Max Russo     | 20                            |
| David DeLuise        | Jerry Russo   | 18                            |
| Maria Canals Barrera | Theresa Russo | 19                            |
| Jennifer Stone       | Harper Finkle | 13                            |

### Diễn viên Phụ
| Diễn viên                | Nhân vật               | Phần 1 | Phần 2 |
| ------------------------ | ---------------------- | ------ | ------ |
| Amanda Tepe              | Various                | 9      | -      |
| Gabie Flowers            | Girl in the class      | 7      | -      |
| Dan Benson               | Zeke                   | 2      | 2      |
| Daniel Samonas           | Dean                   | -      | 6      |
| Brian Kubach             | Riley                  | 3      | -      |
| Andy Pessoa              | Alfred                 | -      | 2      |
| Skyler Samuels           | Gigi                   | 2      | 1      |
| Ian Abercrombie          | Headmaster Crumbs      | 3      | 2      |
| Veronica Sixtos          | Nellie Rodriguez       | 3      | 1      |
| Heather Trzyna           | Wannabe #1             | 2      | 1      |
| Kelsey Sanders           | Wannabe #2             | 2      | 1      |
| Lucy Hale                | Miranda Hampson        | 2      | -      |
| Paulie Litt              | Frankie the Answer Man | 2      | -      |
| Bill Chott               | Mr. Laritate           | 2      | 1      |
| Octavia Spencer          | Dr. Evilini            | 2      |        |
| Jim Wise                 | Mr. Malone             | 1      |        |
| Josh Sussman             | Hugh Normous           | 2      | 2      |
| Bryant Johnson           | Matt                   | 1      |        |
| Jack Plotnick            | Pocket Elf             | 1      |        |
| Daryl Sabara             | T.J. Taylor            | 1      |        |
| Malese Jow               | Ruby Donahue           | 1      |        |
| Candace Brown            | Genie                  | 1      |        |
| Jeffrey Christopher Todd | Jeffrey                | 1      |        |
| Matt Smith               | Manny Kin              | 1      |        |
| Sara Paxton              | Millie                 | 1      |        |
| Chelsea Staub            | Kari Landsdorf         | 1      |        |
| Julia Duffy              | Ms. Angela             | 1      |        |
| Shane Lyons              | Brad                   | 1      |        |

## Giải thưởng
| Năm  | Giải thưởng                         | Hạng mục                                                                  | Người nhận giải                                         | Kết quả   |
| ---- | ----------------------------------- | ------------------------------------------------------------------------- | ------------------------------------------------------- | --------- |
| 2008 | ALMA Award                          | Outstanding Male Performance in a Comedy Television Series                | Jake T. Austin                                          | Đề cử     |
| 2008 | ALMA Award                          | Outstanding Female Performance in a Comedy Television Series              | Selena Gomez                                            | Đề cử     |
| 2008 | ALMA Award                          | Outstanding Female Performance in a Comedy Television Series              | Maria Canals Barrera                                    | Đề cử     |
| 2008 | Young Artist Award                  | Best Young Ensemble Performance in a TV Series                            | Selena Gomez David Henrie Jennifer Stone Jake T. Austin | Đề cử     |
| 2008 | Imagen Award                        | Best Actress – Television                                                 | Selena Gomez                                            | Đề cử     |
| 2008 | Imagen Award                        | Best Supporting Actress – Television                                      | Maria Canals Barrera                                    | Đề cử     |
| 2008 | Directors Guild of America          | Best Director in Children’s Programs                                      | Fred Savage (Episode The Crazy 10 Minute Sale)          | Đề cử     |
| 2008 | Casting Society of America          | Outstanding Achievement in Casting – Children's Series Programming        | Ruth Lambert and Robert McGee                           | Đề cử     |
| 2009 | 2009 Kids' Choice Awards            | Favorite TV Actress                                                       | Selena Gomez                                            | Đoạt giải |
| 2009 | 2009 Australian Kids' Choice Awards | Fave International TV Star                                                | Selena Gomez                                            | Đề cử     |
| 2009 | ALMA Award                          | Actor in Television – Comedy                                              | Jake T. Austin                                          | Đề cử     |
| 2009 | ALMA Award                          | Actress in Television – Comedy                                            | Selena Gomez                                            | Đoạt giải |
| 2009 | ALMA Award                          | Actress in Television – Comedy                                            | Maria Canals Barrera                                    | Đề cử     |
| 2009 | ALMA Award                          | Behind The Scenes                                                         | Peter Murrieta                                          | Đề cử     |
| 2009 | Young Artist Award                  | Best Performance in a TV Series (Comedy or Drama) – Leading Young Actress | Selena Gomez                                            | Đề cử     |
| 2009 | Young Artist Award                  | Best Performance in a TV Series (Comedy or Drama) – Leading Young Actor   | Jake T. Austin                                          | Đề cử     |
| 2009 | Imagen Award                        | Best Actress – Television                                                 | Selena Gomez                                            | Đề cử     |
| 2009 | Imagen Award                        | Best Supporting Actress – Television                                      | Maria Canals Barrera                                    | Đề cử     |
| 2009 | NAACP Image Award                   | Outstanding Performance in a Youth/Children's Program – Series or Special | Selena Gomez                                            | Đề cử     |
| 2009 | Teen Choice Awards                  | Choice TV: Sidekick                                                       | Jake T. Austin                                          | Đề cử     |
| 2009 | Primetime Emmy                      | Outstanding Children's Program                                            | Wizards of Waverly Place                                | Đoạt giải |
| 2009 | Casting Society of America          | Outstanding Achievement in Casting – Children's Series Programming        | Ruth Lambert and Robert McGee                           | Đoạt giải |
| 2010 | 2010 Kids' Choice Awards            | Favorite TV Actress                                                       | Selena Gomez                                            | Đoạt giải |
| 2010 | 2010 Kids' Choice Awards            | Favorite TV Show                                                          | Wizards of Waverly Place                                | Đề cử     |
| 2010 | 2010 Australian Kids' Choice Awards | Fave TV Star                                                              | Selena Gomez                                            | Đoạt giải |
| 2010 | 2010 Australian Kids' Choice Awards | Fave TV Show                                                              | Wizards of Waverly Place                                | Đề cử     |
| 2010 | Young Artist Award                  | Best Performance in a TV Series (Comedy or Drama) – Leading Young Actor   | Jake T. Austin                                          | Đề cử     |
| 2010 | NAACP Image Award                   | Outstanding Performance in a Youth/Children's Program – Series or Special | Selena Gomez                                            | Đề cử     |
| 2010 | Teen Choice Awards                  | Choice TV Actress: Comedy                                                 | Selena Gomez                                            | Đoạt giải |
| 2010 | Teen Choice Awards                  | Choice TV Show: Comedy                                                    | Wizards of Waverly Place                                | Đề cử     |
| 2010 | Primetime Emmy                      | Outstanding Children's Program                                            | Wizards of Waverly Place                                | Đề cử     |
| 2010 | Hollywood Teen TV Awards            | Teen Pick Actor: Comedy                                                   | Gregg Sulkin                                            | Đề cử     |
| 2010 | British Academy Children's Awards   | BAFTA Kid's Vote: TV                                                      | Wizards of Waverly Place                                | Đoạt giải |
| 2010 | Gracie Allen Awards                 | Outstanding Female Rising Star in a Comedy Series                         | Selena Gomez                                            | Đoạt giải |
| 2010 | Kids' Choice Awards Mexico          | Favorite International Female Personality                                 | Selena Gomez                                            | Đề cử     |
| 2010 | Casting Society of America          | Outstanding Achievement in Casting – Children's Series Programming        | Ruth Lambert and Robert McGee                           | Đề cử     |
| 2010 | Shanghai Television Festival        | Magnolia Award for Best Television Film or Miniseries                     | Wizards of Waverly Place                                | Đề cử     |
| 2011 | 2011 Kids' Choice Awards            | Favorite TV Actress                                                       | Selena Gomez                                            | Đoạt giải |
| 2011 | 2011 Kids' Choice Awards            | Favorite TV Sidekick                                                      | David Henrie                                            | Đề cử     |
| 2011 | 2011 Kids' Choice Awards            | Favorite TV Show                                                          | Wizards of Waverly Place                                | Đề cử     |
| 2011 | 2011 Australian Kids' Choice Awards | Fave TV Star                                                              | Selena Gomez                                            | Đoạt giải |
| 2011 | 2011 Australian Kids' Choice Awards | Fave TV Show                                                              | Wizards of Waverly Place                                | Đoạt giải |
| 2011 | ALMA Award                          | Favorite TV Actress – Leading Role in a Comedy                            | Selena Gomez                                            | Đề cử     |
| 2011 | ALMA Award                          | Favorite TV Actress – Supporting Role                                     | Maria Canals Barrera                                    | Đoạt giải |
| 2011 | ALMA Award                          | Favorite TV Series                                                        | Wizards of Waverly Place                                | Đề cử     |
| 2011 | Young Artist Award                  | Best Performance in a TV Series – Guest Starring Young Actress 11–15      | Bella Thorne                                            | Đề cử     |
| 2011 | Imagen Award                        | Best Young Actress/Television                                             | Selena Gomez                                            | Đoạt giải |
| 2011 | Imagen Award                        | Best Supporting Actress/Television                                        | Maria Canals Barrera                                    | Đề cử     |
| 2011 | NAACP Image Award                   | Outstanding Performance in a Youth/Children's Program – Series or Special | Selena Gomez                                            | Đề cử     |
| 2011 | NAACP Image Award                   | Outstanding Children's Program                                            | Wizards of Waverly Place                                | Đề cử     |
| 2011 | Teen Choice Awards                  | Choice TV Actress: Comedy                                                 | Selena Gomez                                            | Đoạt giải |
| 2011 | Teen Choice Awards                  | Choice TV Show: Comedy                                                    | Wizards of Waverly Place                                | Đề cử     |
| 2011 | Primetime Emmy                      | Outstanding Children's Program                                            | Wizards of Waverly Place                                | Đề cử     |
| 2011 | Primetime Emmy                      | Outstanding Cinematography For A Multi-Camera Series                      | Rick Frank Gunter (Episode Dancing With Angels)         | Đề cử     |
| 2011 | Youth Rocks Awards                  | Rockin' Ensemble Cast (TV/Comedy)                                         | Wizards of Waverly Place                                | Đề cử     |
| 2011 | Youth Rocks Awards                  | Rockin' Sidekick (TV/Film)                                                | Jake T. Austin                                          | Đề cử     |
| 2011 | Kids' Choice Awards Mexico          | Favorite International Show                                               | Wizards of Waverly Place                                | Đề cử     |
| 2011 | Kids' Choice Awards Argentina       | Favorite TV International Show                                            | Wizards of Waverly Place                                | Đề cử     |
| 2011 | Casting Society of America          | Outstanding Achievement in Casting – Children's Series                    | Ruth Lambert and Robert McGee                           | Đề cử     |
| 2012 | 2012 Kids' Choice Awards            | Favorite TV Actress                                                       | Selena Gomez                                            | Đoạt giải |
| 2012 | 2012 Kids' Choice Awards            | Favorite TV Sidekick                                                      | Jennifer Stone                                          | Đề cử     |
| 2012 | 2012 Kids' Choice Awards            | Favorite TV Show                                                          | Wizards of Waverly Place                                | Đề cử     |
| 2012 | Young Artist Award                  | Best Performance in a TV Series – Recurring Young Actress 17–21           | Bridgit Mendler                                         | Đề cử     |
| 2012 | Young Artist Award                  | Best Performance in a TV Series – Guest Starring Young Actor 14–17        | LJ Benet                                                | Đề cử     |
| 2012 | Imagen Award                        | Best Young Actress/Television                                             | Selena Gomez                                            | Đề cử     |
| 2012 | NAACP Image Award                   | Outstanding Writing in a Comedy Series                                    | Vince Cheung và Ben Montanio                            | Đề cử     |
| 2012 | Primetime Emmy                      | Outstanding Children's Program                                            | Wizards of Waverly Place                                | Đoạt giải |
| 2012 | Hollywood Teen TV Awards            | Favorite Television Actress                                               | Selena Gomez                                            | Đề cử     |
| 2012 | Hollywood Teen TV Awards            | Favorite Television Actor                                                 | Jake T. Austin                                          | Đoạt giải |
| 2012 | Hollywood Teen TV Awards            | Favorite Television Show                                                  | Wizards of Waverly Place                                | Đoạt giải |
| 2012 | Casting Society of America          | Outstanding Achievement in Casting – Children's Series Programming        | Ruth Lambert y Robert McGee                             | Đoạt giải |
| 2013 | 2013 Kids' Choice Awards            | Favorite TV Actress                                                       | Selena Gomez                                            | Đoạt giải |
| 2013 | 2013 Kids' Choice Awards            | Favorite TV Actor                                                         | Jake T. Austin                                          | Đề cử     |
| 2013 | 2013 Kids' Choice Awards            | Favorite TV Show                                                          | Wizards of Waverly Place                                | Đề cử     |
| 2013 | Imagen Awards                       | Best Actress/Television                                                   | Selena Gomez                                            | Đề cử     |
| 2013 | Imagen Awards                       | Best Children’s Programming                                               | The Wizards Return: Alex vs. Alex                       | Đề cử     |

## Vòng quanh thế giới
| Quốc gia                             | Kênh                       | Chiếu lần đầu                                             |
| ------------------------------------ | -------------------------- | --------------------------------------------------------- |
| Mỹ                                   | Disney Channel             | 12 tháng 10 năm 2007                                      |
| Australia                            | Disney Channel Australia   | 19 tháng 10, 2007                                         |
| New Zealand                          | Disney Channel New Zealand | 19 tháng 10, 2007                                         |
| Canada                               | Family                     | 26 tháng 10, 2007                                         |
| Anh                                  | Disney Channel UK          | 3 tháng 11, 2007                                          |
| Pháp                                 | Disney Channel France      | 22 tháng 1 năm 2008                                       |
| Ireland                              | Disney Channel UK          | 3 tháng 11, 2007                                          |
| Ý                                    | Disney Channel Italia      | 26 tháng 1, 2008                                          |
| Ba Lan                               | Disney Channel             | 29 tháng 2, 2008                                          |
| Ai Cập                               | Disney Channel Middle East | 29 tháng 2, 2008                                          |
| Jordan                               | Disney Channel Middle East | 29 tháng 2, 2008                                          |
| Kuwait                               | Disney Channel Middle East | 29 tháng 2, 2008                                          |
| Liban                                | Disney Channel Middle East | 29 tháng 2, 2008                                          |
| Ả Rập Xê Út                          | Disney Channel Middle East | 29 tháng 2, 2008                                          |
| Các Tiểu vương quốc Ả Rập Thống nhất | Disney Channel Middle East | 29 tháng 2, 2008                                          |
| Đan Mạch                             | Disney Channel Scandinavia | 29 tháng 2, 2008                                          |
| Phần Lan                             | Disney Channel Scandinavia | 29 tháng 2, 2008                                          |
| Na Uy                                | Disney Channel Scandinavia | 29 tháng 2, 2008                                          |
| Thuỵ Điển                            | Disney Channel Scandinavia | 29 tháng 2, 2008                                          |
| Hong Kong                            | Disney Channel Asia        | 9 tháng 3, 2008                                           |
| Indonesia                            | Disney Channel Asia        | 9 tháng 3, 2008                                           |
| Malaysia                             | Disney Channel Asia        | 9 tháng 3, 2008                                           |
| Philippines                          | Disney Channel Asia        | 9 tháng 3, 2008                                           |
| Singapore                            | Disney Channel Asia        | 9 tháng 3, 2008                                           |
| Hàn Quốc                             | Disney Channel Asia        | 9 tháng 3, 2008                                           |
| Thái Lan                             | Disney Channel Asia        | 9 tháng 3, 2008                                           |
| Việt Nam                             | Disney Channel Asia        | 9 tháng 3, 2008                                           |
| Brasil                               | Disney Channel Brazil      | 23 tháng 3, 2008 (Advance) 11 tháng 4, 2008               |
| Cộng hòa Dominican                   | Latin Disney (North Zone)  | 23 tháng 3 năm 2008 (Advance) 14 tháng 4, 2008 (Premiere) |
| México                               | Latin Disney (North Zone)  | 23 tháng 3 năm 2008 (Advance) 14 tháng 4, 2008 (Premiere) |
| Argentina                            | Latin Disney (Zone South)  | 24 tháng 3, 2008 (Advance) 11 tháng 4 năm 2008 (Premiere) |
| Bolivia                              | Latin Disney (Zone South)  | 24 tháng 3, 2008 (Advance) 11 tháng 4 năm 2008 (Premiere) |
| Chile                                | Latin Disney (Zone South)  | 24 tháng 3, 2008 (Advance) 11 tháng 4 năm 2008 (Premiere) |
| Peru                                 | Latin Disney (Zone South)  | 24 tháng 3, 2008 (Advance) 11 tháng 4 năm 2008 (Premiere) |
| Uruguay                              | Latin Disney (Zone South)  | 24 tháng 3, 2008 (Advance) 11 tháng 4 năm 2008 (Premiere) |
| Venezuela                            | Latin Disney (Zone South)  | 24 tháng 3, 2008 (Advance) 11 tháng 4 năm 2008 (Premiere) |
| Đài Loan                             | Disney Channel Taiwan      | 28 tháng 3, 2008                                          |
| Nhật Bản                             | Disney Channel Japan       | 18 tháng 4, 2008                                          |
| Bangladesh                           | Disney Channel India       | 5 tháng 5, 2008                                           |
| India                                | Disney Channel India       | 5 tháng 5, 2008                                           |

## DVD
| Tên                                     | Các tập phim                                                                       | Ngày phát hành (Mỹ)      | Phụ lục                                                                 |
| --------------------------------------- | ---------------------------------------------------------------------------------- | ------------------------ | ----------------------------------------------------------------------- |
| Wizards of Waverly Place: Wizard School | Wizard School Part 1, Wizard School Part 2, Curb Your Dragon, Disenchanted Evening | ngày 29 tháng 7 năm 2008 | Work it like a wizard - Selena, Jake, and David's favorite things to do |

| Tên                                                       | Các tập phim                                                          | Ngày phát hành (Mỹ)      | Phụ lục                                                         |
| --------------------------------------------------------- | --------------------------------------------------------------------- | ------------------------ | --------------------------------------------------------------- |
| Wizards of Waverly Place: Everything Is Not What It Seems | Maximan, Saving Wiz-tech part 1, Saving Wiz-tech part 2, Fashion Week | ngày 11 tháng 1 năm 2009 | A Typical day on the set- Selena, Jake, and David's life on set |

## Sách
1. It's All Relative! - You Can't Always Get What You Carpet & Alex In The Middle (Tháng 7, 2008)
2. Haywire - Crazy Ten Minute Sale & I Almost Drowned In A Chocolate Fountain (Tháng 7, 2008)
3. Spellbound - New Employee & Alex's Choice (September 2008)
4. Top Of The Class - Wizard School (Phần 1) & Wizard School (Phần 2) (Tháng 11, 2008)

## Nhạc Phim
Bài hát nhạc phim có tên là "Everything is Not What It Seems", được viết bởi John Adair và Steve Hampton, vốn là tác giả của 2 bài hát nhạc phim của 2 bộ phim truyền hình dài tập khác của Disney The Suite Life of Zack & Cody và Phil of the Future. Người trình bày bài hát này cũng là diễn viên chính của bộ phim, Selena Gomez.